# Baronia de Gelida
La baronia de Gelida fou una jurisdicció senyorial centrada en el castell de Gelida que comprenia els llocs de Gelida i de Sant Llorenç d'Hortons.
El primer senyor de Gelida fou Ènnec, dit Bonfill, que fou Procurador de la Casa Comtal de Barcelona. La seva filla, Eliarda, casà amb Hug de Cervelló. Des del segle IX la Baronia pertangué als Cervelló, els quals vers el 1297 la vengueren al rei Jaume II; aquest la vengué la baronia a Sibil·la I de Pallars Sobirà, comtessa de Pallars, el 1309. La baronia resta poc temps en mans dels comtes de Pallars, ja que aquests, el 1347, venen la baronia a Pere III d'Arborea. Posteriorment, l'any 1367, Beatriu d'Arborea, vescomtessa de Narbona, ven la baronia al ciutadà, i banquer, de Barcelona Berenguer Bertran. La baronia restà en mans de la família Bertran fins a mitjan segle xvi que passà, per successió, als Erill. Degut al suport de la família Bertran a Pere el Conestable de Portugal durant la Guerra civil catalana, el 1472 la baronia és confiscada a Francesc Bertran i de Calders, qui fou cavallerís reial de Pere. La baronia fou restituïda a Francesc el 1481 pel rei Ferran II.
Després fou creat un indivís: una meitat passà als Perapertusa, als Bournonville i als Pinós, que el 1733 la vengueren als Dalmau; i l'altra meitat passà als Despalaus, als Tord i als Marimon.